# Grangärde landskommun
Grangärde landskommun var en tidigare kommun i dåvarande Kopparbergs län (numera Dalarnas län).

## Administrativ historik
I Grangärde socken i Dalarna inrättades denna kommun år 1863.
Den 1 januari 1950 (enligt beslut den 18 mars 1949) överfördes till Grangärde från Ljusnarsbergs landskommun i Örebro län ett område med 606 invånare och omfattande en areal av 33,50 kvadratkilometer, varav 24,50 land.
Vid kommunreformen 1971 gick den upp i nuvarande Ludvika kommun.

### Kyrklig tillhörighet
I kyrkligt hänseende tillhörde kommunen Grangärde församling och från 1904 också Grängesbergs församling.

## Kommunvapen
Blasonering: I fält av silver tre bjälkvis ordnade gröna granar över en med tre järnmärken av silver belagd grön stam.
Vapnet fastställdes för kommunen år 1944.

## Geografi
Grangärde landskommun omfattade den 1 januari 1952 en areal av 828,82 km², varav 758,82 km² land.

### Tätorter i kommunen 1960
| Tätort      | Folkmängd |
| ----------- | --------- |
| Grängesberg | 5 875     |
| Nyhammar    | 880       |
| Saxdalen    | 635       |
| Sunnansjö   | 463       |
| Grangärde   | 340       |

Tätortsgraden i kommunen var den 1 november 1960 70,6 procent.

## Politik

### Mandatfördelning i valen 1938-1966
| 2 | 23 | 3 | 5 | 2 |

| 33 |

| 5 | 24 |  | 3 | 2 |

| 33 |

| 9 | 19 | 2 | 3 | 2 |

| 31 |

| 4 | 22 | 2 | 6 |  |

| 30 | 5 |

| 3 | 20 | 3 |  | 6 | 2 |

| 33 |

| 4 | 19 | 4 | 2 | 4 | 2 |

| 33 |

| 4 | 19 | 4 | 3 | 3 | 2 |

| 32 |

| 6 | 16 | 3 | 4 | 4 | 2 |

| 32 |